# Preadolescenza
Con il termine preadolescenza si intende un'età dell'individuo inclusa tra i 10 e i 13 anni. Questa si differenzia dall'adolescenza, il periodo successivo.
Questi anni in Italia coincidono all'incirca con la frequenza alle scuole medie.

Periodi di sviluppo

## Caratteristiche preadolescenziali
Quest'età è differente dall'adolescenza vera e propria, poiché in teoria i cambiamenti fisici (dovuti agli ormoni risvegliati nel corpo) cominciano ad accennarsi. L'adolescenza è l'età in bilico tra l'infanzia e l'età adulta, invece la preadolescenza è l'età in bilico tra l'infanzia e l'adolescenza.
Il preadolescente è poco più di un bambino, caratterialmente pensa come un bambino, le caratteristiche che lo differenziano da esso fisicamente sono l'altezza un po' più sviluppata dei suoi coetanei e un accenno del seno nelle femmine.

## Bullismo e preadolescenza
Soprattutto in questa età si sono verificati casi di "bullismo". Può essere considerata l'età in cui maggiormente si possono evidenziare tali attacchi. In passato non si dava molto significato a quest'età, che veniva legata strettamente alla pubertà sul piano fisico.

## Patologie correlate
Molte sono le malattie che si manifestano in questa età, e alcune hanno la loro massima incidenza proprio in questo periodo come per la sindrome di Tourette, inoltre si mostrano molti casi di asma soprattutto se negli anni precedenti si sono avuti casi di rinite allergica. Viene considerata l'età (intorno agli 11 anni) in cui può manifestarsi adiposità generalizzata, che preannuncia nel preadolescente l'obesità. Soprattutto la malattia di Crohn in genere, inizia a svilupparsi intorno ai 13 anni. L'occhio può rischiare di allungarsi, quindi si rischia la miopia, incapacità di vedere da lontano.

## Prepubescenza, pubertà e fascia d'età
Essere prepubescenti non è la stessa cosa che essere preadolescenti. Prepubescenti (e talvolta bambini) è un termine per ragazzi e ragazze che non hanno sviluppato caratteristiche sessuali secondarie, mentre preadolescenti è generalmente definito come gli umani che vanno dai 9 ai 12 anni. La preadolescenza può anche essere definita come il periodo dai 10 ai 13 anni.
Il punto in cui un bambino diventa adolescente è definito dall'inizio principale della pubertà. Tuttavia, in alcuni individui (in particolare le femmine), la pubertà inizia negli anni della preadolescenza. Gli studi indicano che l'inizio della pubertà è avvenuto un anno prima con ogni generazione a partire dagli anni '50.
Si può anche distinguere tra infanzia media e preadolescenza  – l’infanzia media va da circa 5 a 8 anni, in contrapposizione al periodo in cui generalmente si ritiene che i bambini raggiungano la preadolescenza. Non esiste un periodo universalmente accettato su quando inizia e finisce la preadolescenza.

### Sviluppo ormonale e dei caratteri sessuali secondari
La pubertà precoce inizia come risultato dell'inizio della secrezione pulsatile dell'ormone di rilascio delle gonadotropine (GnRH) da parte dell'ipotalamo; il meccanismo esatto di questo inizio è attualmente sconosciuto e rimane sotto indagine. Nelle femmine, lo steroide sessuale predominante rilasciato è l'estrogeno e nei maschi è il testosterone. Questi ormoni sessuali portano quindi allo sviluppo dei caratteri sessuali secondari.
Le fasi della pubertà possono essere descritte con la scala di Tanner, nota anche come Valutazione della Maturità Sessuale, che incorpora misurazioni e caratteristiche dei caratteri sessuali primari e secondari. Ad esempio, lo sviluppo dei genitali e del seno, così come la crescita dei peli pubici. Lo sviluppo puberale è regolato dall'asse ipotalamo-ipofisi-gonadi (HPG). La stadiazione di Tanner varia da 1 a 5 (con 5 come massimo sviluppo). Per quanto riguarda lo sviluppo dei peli pubici, la scala è la seguente:
- Stadio 1 - assenza di peli;
- 2 - peluria;
- 3 - peli terminali scarsi;
- 4 - peli terminali che ricoprono il triangolo pubico;
- 5 - peli terminali che si estendono fino alla coscia.

Per quanto riguarda lo sviluppo dei genitali maschili, la scala è la seguente:
- 1 - testicoli delle stesse dimensioni e proporzioni della prima infanzia;
- 2 - ingrossamento dello scroto/cambiamento della consistenza della pelle scrotale;
- 3 - crescita del pene in lunghezza
- 4 - crescita del pene in lunghezza e circonferenza;
- 5 - genitali di dimensioni adulte.

Per quanto riguarda lo sviluppo del seno femminile, la scala è la seguente:
- 1 - nessun tessuto ghiandolare palpabile;
- 2 - bocciolo mammario palpabile sotto l'areola;
- 3 - tessuto mammario palpabile all'esterno dell'areola;
- 4 - areola elevata sopra il contorno del seno;
- 5 - monte areolare recede in un contorno mammario unico.

L'età media in cui sia i maschi che le femmine raggiungono lo stadio 5 di Tanner dello sviluppo puberale è intorno ai 15-16 anni.

## Sviluppo neurologico
Durante la preadolescenza si manifestano significativi cambiamenti neurologici. La sostanza bianca si riferisce alla regione del sistema nervoso corrispondente agli assoni neuronali, che formano fibre che trasmettono informazioni attraverso diverse regioni del cervello. Al contrario, la sostanza grigia si riferisce alla regione del sistema nervoso corrispondente ai corpi cellulari neuronali, che elaborano e trasmettono i segnali neuronali. Il volume della sostanza bianca aumenta a un tasso relativamente lineare di circa il 12% dai 4 ai 22 anni, specificamente concentrato nei lobi frontale, parietale e occipitale. L'aumento del volume della sostanza bianca può essere correlato a miglioramenti delle prestazioni motorie fini, dell'elaborazione uditiva e del trasferimento di informazioni sensoriali tra le aree linguistiche del cervello. Al contrario, la sostanza grigia corticale aumenta nella prima infanzia, raggiunge il picco nella preadolescenza e diminuisce durante l'età adulta, ad eccezione della sostanza grigia del lobo occipitale. Ad esempio, la materia grigia del lobo parietale raggiunge il picco a 10 anni nelle ragazze e a 12 nei ragazzi, mentre la materia grigia del lobo frontale raggiunge il picco a 11 anni nelle ragazze e a 12 nei ragazzi. Tali cambiamenti potrebbero riflettere una sovrapproduzione di sinapsi negli anni della preadolescenza; negli anni successivi, sembra esserci una potatura dipendente dal contesto ambientale, corrispondente a una maggiore sincronicità dell'attivazione dei neuroni. Un avvertimento chiave di questi studi di imaging, tuttavia, è che esiste una variabilità significativa nei tempi e nelle caratteristiche del cambiamento neurologico nei preadolescenti. I cambiamenti neurologici, in particolare nella corteccia prefrontale, sembrano essere altamente dipendenti dall'input ambientale. Tossine, ormoni e fattori legati allo stile di vita, tra cui stress e nutrizione, hanno un impatto sulla maturazione neurologica, dimostrando l'importanza di interventi precoci sulla salute legati allo stile di vita nella preadolescenza per quanto riguarda lo sviluppo neurologico e psicologico.

## Sviluppo psicologico e sociale
Dei "due principali agenti socializzatori nella vita dei bambini: l'ambiente familiare... e le istituzioni educative formali", è "la famiglia nella sua funzione di principale socializzatore del bambino" che predomina nei primi 5 anni di vita: la fanciullezza media, al contrario, è caratterizzata dalla "prontezza del bambino per la scuola... essere sicuro di sé e interessato; sapere che tipo di comportamento ci si aspetta da lui... essere in grado di aspettare, di seguire le indicazioni e di andare d'accordo con gli altri bambini".
I bambini preadolescenti hanno una visione del mondo diversa da quella dei bambini più piccoli sotto molti aspetti significativi. In genere, la loro è una visione della vita più realistica rispetto al mondo intenso e fantastico della prima infanzia. I preadolescenti hanno pensieri e azioni più maturi, sensati e realistici: "la fase più "sensata" dello sviluppo... il bambino è ora un essere molto meno emotivo". Spesso avranno sviluppato un senso di "intenzionalità". Il desiderio e la capacità di avere un impatto e di agire su questo con persistenza"; e avranno una capacità più sviluppata di guardare al futuro e di vedere gli effetti delle proprie azioni (a differenza della prima infanzia, dove i bambini spesso non si preoccupano del loro futuro). Questo può includere aspettative lavorative più realistiche ("Voglio fare l'ingegnere da grande", invece di "Voglio fare il mago"). I figli di mezzo mostrano generalmente un maggiore investimento "nel controllo della realtà esterna attraverso l'acquisizione di conoscenze e competenze": dove hanno preoccupazioni, queste possono essere più una paura di rapimenti, stupri ed eventi mediatici spaventosi, piuttosto che di elementi fantastici (ad esempio, streghe, mostri, fantasmi).
I preadolescenti potrebbero ben vedere le relazioni umane in modo diverso (ad esempio notare il lato imperfetto e umano delle figure autoritarie). Parallelamente, potrebbero iniziare a sviluppare un senso di auto-identità e ad avere maggiori sentimenti di indipendenza: "potrebbero sentirsi un individuo, non più 'solo uno della famiglia'". Può emergere una visione diversa della moralità; e il figlio di mezzo mostrerà anche più cooperazione. La capacità di bilanciare i propri bisogni con quelli degli altri nelle attività di gruppo". Molti preadolescenti inizieranno spesso a mettere in discussione la loro vita domestica e l'ambiente circostante in questo periodo e potrebbero anche iniziare a formarsi opinioni che potrebbero differire dalla loro educazione riguardo a questioni come politica, religione, sessualità e ruoli di genere.
I preadolescenti possono scegliere le proprie attività, anche se sono ancora sensibili alla pressione degli altri intorno a loro. Molti preadolescenti praticano sport organizzati, ma il gioco libero (auto-diretto, liberamente scelto, indipendente) può essere trascurato. La specializzazione sportiva precoce (che consiste nello scegliere un singolo sport da praticare intensivamente o tutto l'anno) prima della pubertà presenta un alto rischio di infortuni. Le organizzazioni sportive giovanili raccomandano un minimo di 5 ore di gioco libero a settimana per gli atleti preadolescenti.
Può anche presentarsi una maggiore responsabilità all'interno della famiglia, quando i figli di mezzo diventano responsabili dei fratelli più piccoli e dei parenti, ad esempio con il babysitting; mentre i preadolescenti possono iniziare a preoccuparsi del loro aspetto e di cosa indossano.
Mentre i bambini sentono questo bisogno di adattarsi, i preadolescenti hanno un desiderio contrastante di stabilire il proprio individualismo. Man mano che il bambino cresce nel periodo di transizione della preadolescenza, spesso inizia a sviluppare un senso di autonomia poiché è esposto a un mondo più ampio intorno a lui pieno di cambiamenti improvvisi e non familiari. Insieme a un senso di autocoscienza, il preadolescente inizia a esplorare ulteriormente la propria identità e il proprio ruolo nella società.

### Sviluppo dell'orientamento sessuale
Durante la preadolescenza, gli individui possono diventare più preoccupati dell'immagine corporea e della privacy, corrispondenti ai cambiamenti fisici osservati durante l'adrenarca e la pubertà. I primi adolescenti possono prendere coscienza della propria sessualità per la prima volta e provare attrazione verso gli altri. La sperimentazione omosessuale ed eterosessuale non è rara, sebbene sia importante notare che molti adolescenti che si identificano come LGBT non lo fanno durante tutta l'adolescenza. In media, gli individui gay, lesbiche e bisessuali riferiscono di provare attrazione per lo stesso sesso nella prima adolescenza, all'età di 12 anni. Circa 4 uomini gay su 10 e 2 donne lesbiche su 10 riferiscono di provare attrazione per lo stesso sesso prima dei 10 anni. Per gli individui che iniziano a provare attrazione per lo stesso sesso, il supporto e l'accettazione familiare predicono costantemente risultati positivi. Genitori e tutori possono supportare i preadolescenti, indipendentemente dall'orientamento sessuale, avendo conversazioni oneste sul sesso. In particolare, i genitori possono parlare e ascoltare in un modo che inviti i preadolescenti ad avere una discussione aperta sull’orientamento sessuale.

### Abitazione lontano da casa
Nei casi in cui lo sviluppo è stato ottimale, i preadolescenti "vanno a scuola per aggiungere qualcosa alle loro vite; vogliono imparare lezioni... che possono portarli a cimentarsi in un lavoro come i loro genitori". In base al principio che "se perdi una fase, puoi sempre ripeterla in seguito", alcuni figli di mezzo "vanno a scuola per un altro scopo... [non] per imparare ma per trovare un'abitazione lontano da casa... una situazione emotiva stabile in cui possono esercitare la propria responsabilità emotiva, un gruppo di cui possono gradualmente diventare parte".

### Separazione dai genitori
I bambini alle soglie dell'adolescenza, nella fascia d'età compresa tra i 9 e i 12 anni sembrerebbero presentare particolari vulnerabilità alla separazione dei genitori. Tra tali problemi figurano proprio "il desiderio di questi giovani di essere cooptati nella lotta genitoriale; la loro disponibilità a schierarsi... e le relazioni intense, compassionevoli e premurose che li hanno portati a tentare di salvare un genitore in difficoltà, spesso a proprio discapito".

### Media
I preadolescenti potrebbero essere più esposti alla cultura popolare rispetto ai bambini più piccoli e avere interessi basati sulle tendenze di internet, sui programmi televisivi e sui film (non più solo sui cartoni animati), sulla moda, sulla tecnologia, sulla musica e sui social media. I preadolescenti generalmente preferiscono determinati marchi e rappresentano un mercato fortemente mirato da molti inserzionisti. La loro tendenza ad acquistare articoli di marca potrebbe essere dovuta al desiderio di adattarsi, sebbene tale desiderio non sia così forte come negli adolescenti.
Alcuni studiosi suggeriscono che "i preadolescenti... hanno riferito frequenti incontri con materiale sessuale nei media, hanno apprezzato le informazioni ricevute da essi e le hanno utilizzate come risorsa di apprendimento... e hanno valutato tale contenuto attraverso quella che percepivano come moralità sessuale". Tuttavia, altre ricerche hanno suggerito che l'influenza dei media sessuali sul comportamento sessuale dei preadolescenti e degli adolescenti è minima.

## Freud
Freud chiamò questo periodo della vita fase latente per indicare che i sentimenti e gli interessi sessuali erano nascosti. Erik H. Erikson notò che i bambini della fase latente nel mezzo dell'infanzia possono dirigere la maggior parte della loro energia in attività asessuali come la scuola, l'atletica e le amicizie con persone dello stesso sesso. Tuttavia, ulteriori ricerche contraddicono queste nozioni, suggerendo che lo sviluppo sessuale, l'interesse e il comportamento tra i bambini del periodo latente non cessano. Invece, l'apparente mancanza di interesse sessuale è dovuta al fatto che i bambini non condividono i loro interessi/emozioni sessuali con gli adulti.